# Nyctycia flavipicta
Nyctycia flavipicta là một loài bướm đêm trong họ Noctuidae.